# Arne Friedrich
Arne Friedrich (ur. 29 maja 1979 w Bad Oeynhausen) – niemiecki piłkarz występujący na pozycji obrońcy. Brązowy medalista MŚ 2006 i wicemistrz ME 2008.

## Kariera klubowa
Friedrich w latach 1984–1987 występował w klubie FC Bad Oyenhausen. Następnie trafił do TUS Lohe, gdzie grał do 1992 roku, kiedy to przeniósł się do SC Herford. W 1995 został zawodnikiem drużyny FC Gütersloh, by w 1999 przejść do SC Verl. W latach 2000–2002 grał w Arminii Bielefeld. Od 2002 do 2010 roku grał Hercie Berlin.
W lipcu 2010 przeszedł do VfL Wolfsburg. Według mediów kwota transferu wyniosła około 2,5 miliona euro. We wrześniu 2011 roku piłkarz rozwiązał na własne życzenie kontrakt z VfL Wolfsburg. W 2012 roku został zawodnikiem Chicago Fire. W 2013 roku zakończył karierę.

## Kariera reprezentacyjna
W reprezentacji Niemiec debiutował 21 sierpnia 2002 w meczu z Bułgarią (2:2) i rozegrał w niej 77 spotkań. Brał udział w Pucharze Konfederacji 2005. Podczas MŚ 2006 rozegrał 6 spotkań. Strzelił bramkę w ćwierćfinałowym meczu z Argentyną podczas Mistrzostw Świata w 2010 roku w RPA, zdobywając następnie brązowy medal.

## Odznaczenia
- Srebrny Liść Laurowy (2006, 2010)[5]